# 마니콩고

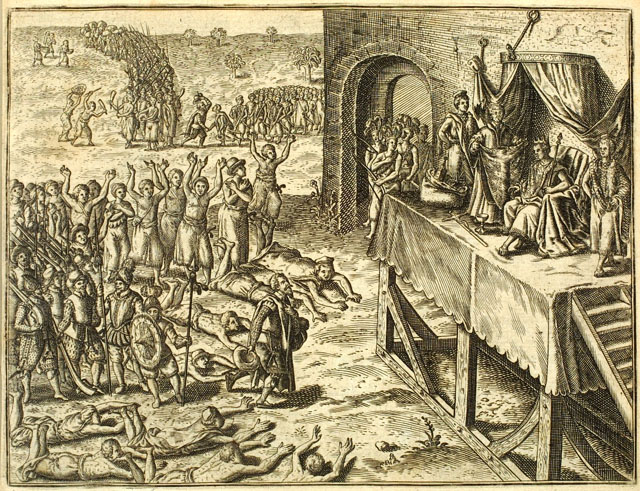
마니콩고

마니콩고(Manikongo), 정식 명칭은 음웨네 콩고(Mwene Kongo)는 14세기부터 19세기에 걸쳐 존재했고 현재의 앙골라, 가봉, 콩고 공화국, 콩고 민주 공화국에 토지로 구성된 왕국인 콩고 왕국의 통치자의 칭호였다. 마니콩고의 권력은 현재 앙골라 자이르주의 주도인 음반자 콩고였다. 마니콩고는 왕국의 지방 총독들을 임명하고 이웃 신하들로부터 공물을 받았다.
"마니콩고"라는 용어는 키콩고 용어 므네콩고를 변형한 포르투갈어 "manicongo"에서 유래되었다. 음웨네(mwene)에서 유래한 '웨네(wene)'라는 용어는 왕국을 의미하기도 하는데, 1624년 콩고 교리에서는 천국(Kingdom of Heaven)을 언급하면서 이러한 의미를 증명하고 있다. "mwene"라는 용어는 이 줄기에 "왕국의 사람"이라는 뜻의 개인 접두어 mu-를 추가하여 만들어졌다.
마니는 매우 초기 문헌에서 증명되는데, 특히 콩고의 아폰소 1세가 마뉴엘 1세와 주앙 3세에게 "마니팡고"(manipango)에 관해 쓴 편지이다. 마니는 왕뿐만 아니라 권위를 가진 모든 사람을 뜻하는 말로 사용되었기 때문에 도, 도도부 관료들도 마니라고 불렸다.

## 같이 보기
- 콩고의 군주 목록